# Presbytère de Yamachiche
Le presbytère de Yamachiche ou presbytère de Sainte-Anne est une maison curiale construite entre 1847 située au cœur du village de Yamachiche au Québec, Canada. Il a été bâti par l'architecte Alexis Milette. Il a été cité comme immeuble patrimonial en 2024 par la municipalité d'Yamachiche.

## Histoire
Sévère Dumoulin est né en 1793 d'un père protestant d'origine Suisse et d'une mère catholique. En 1818, à la suite de son ordination, il est engagé comme missionnaire à la colonie de la rivière Rouge avec Joseph Norbert Provencher. Il s'installe la même année à Pembina et en fait sa résidence principale. Cependant la convention de 1818 fait en sorte que sa colonie se trouve du côté des États-Unis et de dernier est rappelé par Provencher en 1823. Déçu, il demande d'être rappelé au Canada, il devient curé de Saint-François-de-la-Rivière-du-Sud en 1823 et ensuite de Sainte-Anne d'Yamachiche en 1825, poste qu'il occupera juste qu'à ça mort.
Comme curé de Yamachiche, Sévère Dumoulin participe au démembrement de la paroisse de Sainte-Anne, devenue trop nombreuse par la fondation des paroisses de Saint-Barnabé en 1835 et de Saint-Sévère en 1850. Il participe aussi au développement des institutions paroissiales, soit la reconstruction de l'église et du presbytère vers 1850, un couvent de la Congrégation de Notre-Dame de Montréal en 1852 et une école pour garçon dirigé par les Frères des écoles chrétiennes en 1853. Au cours de l'été 1853, Sévère se sent malade et se rend chez son frère à Trois-Rivières où il meurt à 59 ans. 
En 1847, Sévère Dumoulin commande au sculpteur et architecte Alexis Milette de construire une église et un presbytère. En 2023, la coopérative de solidarité de Yamachiche propose de racheter l'église et le presbytère. Le presbytère serait transformer en magasin général et en lieu d'hébergement. Le bâtiment est cité comme immeuble patrimonial par la municipalité de Yamachiche le 5 août 2024.

## Architecture

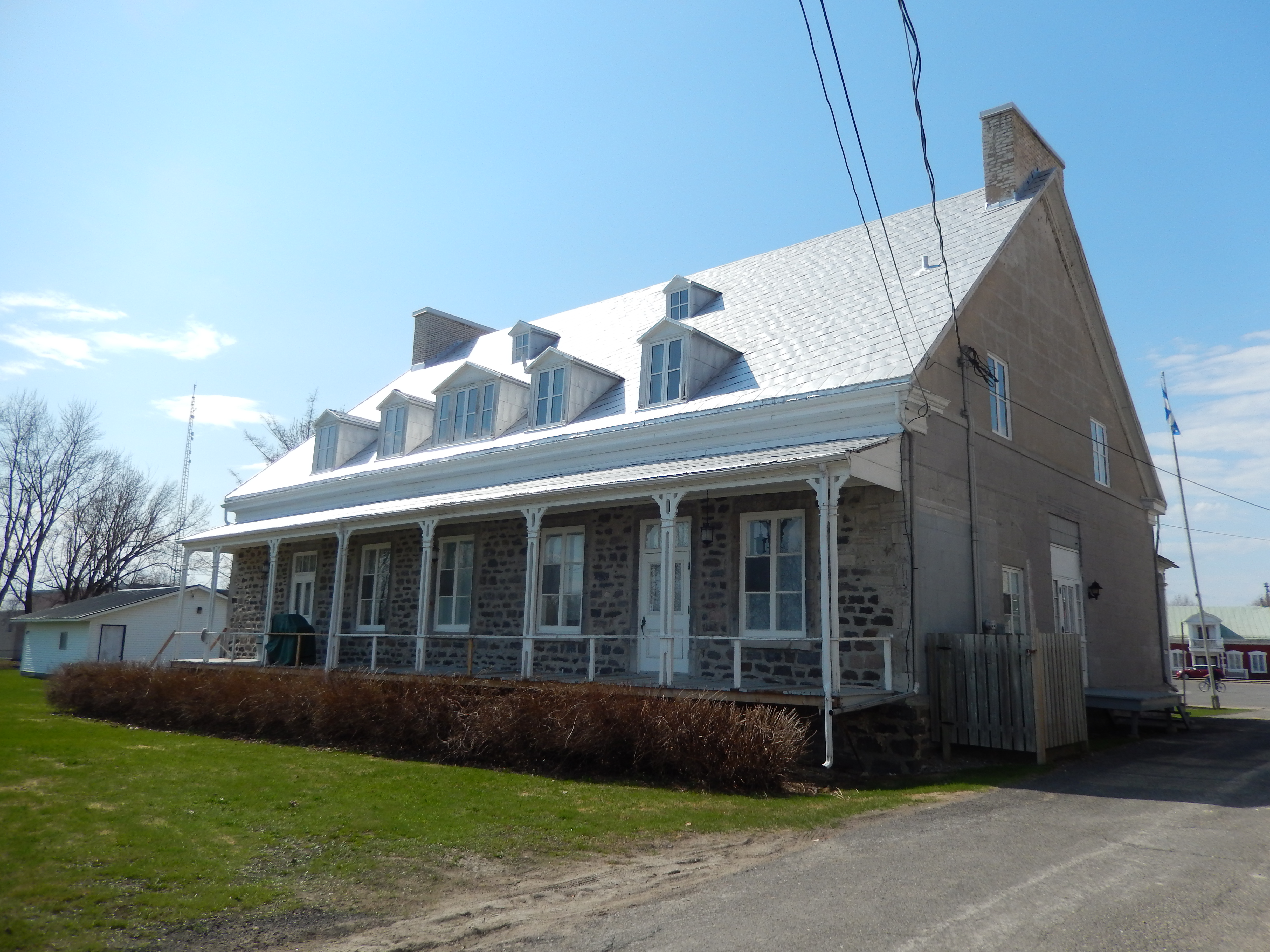
Arrière du presbytère

Le presbytère de Yamachiche mesure 18,29 m par 12,19 m et n'a qu'un étage. La façade et le côté nord est composée de pierre irrégulière alors que les deux autres côté sont en pierre irrégulière. Le toit comprend sept lucarnes en façade et sept à l'arrière, ses dernière n'étant pas aligné avec celles de la façade. L'édifice a un petit bâtiment carré sur le côté droit relié au bâtiment principale par un escalier. Les spécialistes du ministère de la Culture et des Communications pensent qu'il pourrait s'agir d'anciennes latrines, cependant Jeannine Desaulniers pense qu'il s'agirait plutôt d'une laiterie.